# Rataje (Těšetice)
Rataje je vesnice, část obce Těšetice v okrese Olomouc. Nachází se asi 1 km na jihozápad od Těšetic. Prochází zde silnice II/448. V roce 2009 zde bylo evidováno 69 adres. V roce 2001 zde trvale žilo 193 obyvatel.
Rataje leží v katastrálním území Rataje u Olomouce o rozloze 3,21 km2.
Dne 22. září 1995 byla ve vsi vyhlášena vesnická památková zóna.

## Historie
První písemná zmínka o obci pochází z roku 1131.

## Pamětihodnosti
- Venkovská usedlost čp. 19
- Kaple Navštívení P. Marie
- Krucifix na návsi před kaplí